# Requiescat
Requiescat is een kort gedicht van de Ierse schrijver Oscar Wilde. Het behoort, naast het gedicht The Ballad of Reading Gaol, tot zijn meest geciteerde werken.
Het gedicht ontstond in 1875 ter herinnering aan zijn betreurde jonge zuster Isola, die in 1867 op achtjarige leeftijd overleed.
De titel verwijst naar de Latijnse uitdrukking Requiescat in pace (Rust in vrede), die vaak als grafschrift wordt gebruikt.
Het gedicht ontstond in Avignon, waar Wilde korte tijd verbleef na een reis naar Noord-Italië tijdens zijn studieperiode aan de Universiteit van Oxford. De elegie bestaat uit vijf vierregelige coupletten met het rijmschema ababcdcd enzovoort.
Het werd voor het eerst gepubliceerd in Poems uit 1881 en is sindsdien in vele bloemlezingen verschenen.